# Poluvsie
Poluvsie je obec na Slovensku v okrese Prievidza v Trenčínském kraji ležící na řece Nitra. Žije zde 535 obyvatel.
První písemná zmínka o obci je z roku 1358. V obci je římskokatolický kostel Panny Marie z 20. století.